# Charly Niessen
Pour les articles homonymes, voir Niessen.
Charly Niessen, de son vrai nom Carl Niessen (né le 22 août 1923 à Vienne, mort le 21 février 1990 à Prien am Chiemsee) est un auteur-compositeur autrichien.

## Biographie
Il étudie la musique et le théâtre à Vienne, Weimar et Iéna. Après la guerre, il commence dans les cabarets. En 1952, il vient à Berlin et écrit pour Die Stachelschweine.
Il est découvert ici par Heino Gaze. Niessen obtient le succès dans la musique schlager de la fin des années 1950 et du début des années 1960. En tout, il écrira un millier de chansons. Marcel, interprétée par Heidi Brühl au concours Eurovision de la chanson 1963, finit à la neuvième place.
Il signe l'adaptation germanophone de la comédie musicale Promises, Promises. En 1965, il écrit lui-même Wonderful Chicago. Par ailleurs, il fait des musiques de film, notamment de films musicaux.
Charly Niessen fut un temps le mari de l'actrice Claudia Wedekind.

## Filmographie
- 1958: Der lachende Vagabund
- 1959: Gitarren klingen leise durch die Nacht
- 1959: Wenn das mein großer Bruder wüßte
- 1959: Das blaue Meer und Du
- 1959: Das Nachtlokal zum Silbermond
- 1959: Hula-Hopp, Conny
- 1960: Der Held meiner Träume
- 1960: Meine Nichte tut das nicht
- 1960: Immer will ich dir gehören
- 1960: Conny und Peter machen Musik
- 1961: Bankraub in der Rue Latour
- 1962: Wenn die Musik spielt am Wörthersee (de)
- 1963 : Le Grand Jeu de l'amour (Das große Liebesspiel) d'Alfred Weidenmann
- 1964: La Chevauchée vers Santa Cruz
- 1965: Du suif dans l'Orient-Express
- 1968: Sommersprossen
- 1969: Köpfchen in das Wasser, Schwänzchen in die Höh
- 1970: August der Starke – Ein ganzes Volk nennt ihn Papa
- 1970: Beiß mich, Liebling
- 1974: Der schönste Mann von der Reeperbahn
- 1980: Aller guten Dinge sind drei. Serenade für Spieldose, Cello und Orgel
- 1982: Mein Sohn, der Minister